# Karl Wilhelm von Jäger
Karl Wilhelm von Jäger (* 1686; † Dezember 1744) war ein preußischer Oberstleutnant.

## Leben
Jäger stammte aus einem neumärkischem Adelsgeschlecht. Er diente in der preußischen Armee beim Infanterieregiment „Prinz Heinrich“ (Nr. 12) 1730 als Premierleutnant und 1740 als Grenadierkapitän.
Er war Kommandeur eines Grenadierbataillons, das sich auch den Grenadierkompanien der Regimenter „Varenne“ (Nr. 31) und „Kreytzen“ (Nr. 40) zusammensetzte.
In Anerkennung seiner außerordentlichen Verdienste beförderte ihn der König, möglicherweise posthum, vom Kapitän im Infanterieregiment No. 12 zum Oberstleutnant von der Armee befördert. Er starb im Alter von 58 Jahren verletzungsbedingt Anfang Dezember des Jahres 1744 beim Ausmarsch der preußischen Truppen aus Böhmen.